# Aço Hadfield
O aço manganês austenítico é um tipo de aço inventado por Sir Robert Abbott Hadfield, em 1882 (GOUSSELAND 1974). Desde seu desenvolvimento até a atualidade, esse material encontrou grande utilização em aplicações que requerem elevada resistência à abrasão e ao impacto. Este material apresenta estrutura austenítica na temperatura ambiente, conciliando alta tenacidade e ductilidade associadas a uma elevada capacidade de endurecimento propiciada pelo trabalho. Os aços ao Mn apresentam elevadas propriedades mecânicas de impacto e resistência à abrasão. O manganês atua como estabilizador da fase austenita em aços, reduzindo a temperatura de início da transformação martensítica (Ms), e atrasando ou evitando a reação de decomposição da austenita durante o resfriamento do aço. O Mn também diminui a energia de falha de empilhamento na austenita, aumentando a distância entre as discordâncias parciais, dificultando o escorregamento cruzado (cross-slip) das discordâncias e favorecendo o mecanismo de maclação, implicando num aumento significativo da taxa de encruamento destes aços.
Inicialmente com composição química proposta de 1,2 % de Carbono e 12,5 % de Manganês (GOUSSELAND 1974), o aço Hadfield foi modificado com o passar do tempo, com alterações das concentrações de carbono e manganês, além da adição de outros elementos de liga como nióbio, molibdênio, silício, fósforo, boro, entre outros. Poucas destas variações no aço Hadfield resultaram em melhorias significativas e suas utilizações são restritas a aplicações específicas (AVERY 1949)
Em geral, a austenita apresenta boa capacidade de endurecimento e alta ductilidade. A adição de manganês provoca estabilização da austenita no aço Hadfield, diminuindo a temperatura de sua transformação, mas sem eliminá-la totalmente.
O aço Hadfield apresenta grande capacidade de endurecimento quando solicitado em trabalho, seja em situações de impacto, de abrasão ou de abrasão por impacto. Tal endurecimento pode ser explicado devido aos possíveis fenômenos listados a seguir.
·        Durante a deformação, átomos intersticiais de carbono são capazes de difundirem para defeitos, tais como discordâncias e falhas de empilhamento, bloqueando-os (JOST E SCHMIDT 1986; ZUM-GAHR 1987);
·        Formação de maclas de deformação, que atuam como barreiras para o movimento de discordâncias, fenômeno análogo ao refino de grão (ADLER et al. 1986; VATAVUK E GOLDENSTEIN 1987; ATABAKI et al. 2012);
·        Transformação da austenita em martensita (BHATTACHARYYA 1966; JOSTE SCHMIDT 1986; ZUM-GAHR 1987).
Os aços ao Mn contêm 0,7 -1,45% de C, e 11-15% de Mn, com composição química especificada pela Norma ASTM A128. Apresentam elevada capacidade de endurecimento em serviço pela deformação plástica da austenita, implicando num aumento significativo da taxa de encruamento destes aços. A dureza típica é de 200HB, mas o encruamento eleva a dureza superficial destes aços para valores acima de 650HB, aumentando ainda mais a sua resistência à abrasão, com manutenção da elevada tenacidade do material [2]. 
Estes materiais são usados na indústria de mineração, em aplicações como mandíbulas e giratórios na britagem primária de minérios; e martelos de fragmentação de minérios e de sucatas, desvios e cruzamentos ferroviários.
Mesmo na atualidade, com diversas ligas comerciais e placas revestidas resistentes ao desgaste, o aço Hadfield continua sendo amplamente utilizado, em alguns casos com pequenas modificações em sua composição e no tratamento térmico, em aplicações de movimentação de terra, mineração, ferrovias e dragagem.
Jost e Schmidt (1986) submeteram amostras de aço Hadfield com diferentes teores de manganês a ensaios de abrasão a dois corpos, na configuração pino contra lixa. Os autores verificaram que para as condições impostas, as amostras com teores de 6 % e de 4 % de manganês apresentam maior resistência ao desgaste associada a maior microdureza da superfície desgastada, chegando a 1200 HV. Amostras com 8 % e 12 % de manganês apresentaram menor microdureza após o ensaio. 710 HV, e consequentemente menor resistência ao desgaste.
Transformações de fase no aço Hadfield, quando submetido a ensaios de abrasão a dois corpos, foram estudadas por Zum-Gahr (1987), em que para os aços com teor de 6 % de manganês a transformação martensítica ocorreu em aproximadamente 92 % da superfície desgastada, e para as amostras com 12 % de manganês a transformação ocorreu apenas em torno de 5 % da superfície de desgaste.
Ensaios de abrasão a dois corpos foram realizados com amostras do aço Hadfield por Abbasi et al. (2010), cujos resultados apresentados no trabalho mostram que a resistência ao desgaste do material cresceu com o aumento da severidade de desgaste, imposta pelo aumento da carga aplicada. Os autores mostraram que na fase inicial do desgaste a perda de massa das amostras foi elevada, ocorrendo intensas deformações plásticas. Após esta etapa, a superfície desgastada entrou em trabalho de endurecimento, reduzindo a taxa de desgaste e com partículas de desgaste menores do que na etapa inicial. A superfície desgastada atingiu microdureza de 502 HV, sofrendo aumento de aproximadamente 2,5 vezes em relação a microdureza antes do ensaio, para ensaio com carga aplicada de 90 N.
Atabaki et al. (2012) realizaram medições de dureza em amostras de aço Hadfield antes e após ensaios de desgaste na configuração pino contra disco, mostrando o endurecimento da superfície desgastada. A dureza da superfície desgastada foi 1,8 vezes maior em relação à dureza inicial, aumentando de 28 para 52 HRC. Os autores também mostraram que a resistência à abrasão das amostras do aço Hadfield aumentaram ao longo do ensaio, devido ao aumento da dureza das amostras em função do tempo de ensaio. Os autores ainda analisaram após os ensaios as partículas de desgaste, mostrando que para o aço Hadfield os cavacos obtidos foram descontínuos
A revisão da literatura apresentada permite destacar que alterações microestruturais e encruamento durante o uso do aço Hadfield são importantes para o controle da taxa de desgaste, e ainda, devido ao endurecimento propiciado por essas alterações, o conhecimento da dureza inicial não é suficiente para prever a resistência à abrasão deste material.

## Tratamento térmico
As microestruturas de aços Hadfield no estado bruto de fundição são constituídas por austenita com carbonetos intergranulares do tipo M3C, sendo que a presença de carbonetos contínuos do tipo M3C em contornos de grãos é o principal fator limitador da tenacidade destes aços.  O tratamento térmico utilizado em aços Hadfield é a solubilização dos carbonetos presentes na microestrutura bruta de fundição, que consiste em elevar a temperatura até uma condição totalmente austenítica seguida de rápida têmpera em água com agitação.

## Processamento do aço Hadfield
As propriedades do aço fundido com elevados teores de Mn são influenciadas pela temperatura de vazamento, tratamento térmico, composição química do aço e espessura da peça fundida. A temperatura liquidus dos aços Hadfield é localizada próxima de 1400°C, sendo utilizadas temperaturas de vazamento em torno de 1430-1450°C dependendo da espessura da peça. O uso de altas temperaturas de vazamento implica elevado tamanho de grão e na segregação intergranular de P, Cr e C, que são prejudiciais para a resistência mecânica e ductilidade destes aços. Altas temperaturas de vazamento propiciam baixa taxa de resfriamento da peça fundida, promovendo a precipitação de carbonetos contínuos e descontínuos (perlita) nos contornos de grão da austenita.